# Alan Villiers
Alan John Villiers (Melbourne, 23 settembre 1903 – Oxford, 3 marzo 1982) è stato un navigatore, scrittore e fotografo australiano.

## Biografia
Figlio del poeta e sindacalista australiano Leon Joseph Villiers, cominciò a navigare all'età di 15 anni. Fu comandante di numerose navi a vela, tra cui la Joseph Conrad, la Parma e la Mayflower II, una replica (1957) del Mayflower, la nave che portò i Padri Pellegrini dall'Inghilterra all'America nel 1620.
Villiers partecipò alla seconda guerra mondiale come Tenente della Royal Navy, prendendo parte a numerose azioni belliche, tra cui la battaglia di Dunkerque, lo sbarco in Sicilia e la campagna della Birmania nel teatro del Pacifico. Durante e dopo lo sbarco in Normandia fu comandante di navi da sbarco LCI per il trasporto di truppe in Normandia.
Dopo il termine della guerra fu promosso Comandante della Royal Navy e gli fu assegnata l'onorificenza Distinguished Service Cross. Si stabilì con la seconda moglie Nancie a Oxford, continuando a navigare e a scrivere libri.
Fu comandante dei velieri usati per la ripresa dei film Moby Dick, la balena bianca (1956) e Billy Budd (1962).

## Opere
Alan Villiers ha scritto numerosi libri, tra i quali:
- Whaling In The Frozen South (1925)
- The Wind Ship (1928)
- Falmouth for Orders (1929)
- By way of Cape Horn (1930)
- Sea Dogs of Today (1931)
- Vanished Fleets (1931)
- The Sea in Ships (1932)
- Voyage of the "Parma"; The Great Grain Race of 1932 (1933)
- Grain Race (1933)
- Last of the Wind Ships, con oltre 200 fotografie fatte da lui stesso (1934)
- The Sea in Ships (1932)
- Whalers of the Midnight Sun (1935)
- Cruise of the Conrad (1937)
- Stormalong (1937)
- Modern Mariners (1937)
- The Making of a Sailor (1938)
- Joey Goes To Sea (1939)
- Sons of Sinbad (1940)
- Whalers of the Midnight Sun (1947)
- The Set of the Sails; The Story of a Cape Horn Seaman (1949)
- The Coral Sea (1949)
- The Quest of the Schooner Argus (1951)
- The Indian Ocean (1952)
- Monsoon Seas (1952)
- And Not To Yield; A Story of the Outward Bound School of Adventure (1953)
- The Cutty Sark; Last of A Glorious Era (1953)
- The Way of a Ship (1953)
- Sailing Eagle (1955)
- Pioneers of the Seven Seas (1956)
- Posted Missing (1956)
- Wild Ocean (1957)
- The New Mayflower (1958)
- The Windjammer Story (1958)
- Give Me a Ship to Sail (1959)
- Of Ships and Men, a Personal Anthology (1962)
- The Ocean; Man's Conquest of the Sea (1963)
- Oceans of the World; Man's Conquest of the Sea (1963)
- Pilot Pete (1963)
- The Battle of Trafalgar (1965)
- Captain Cook (1967)
- The Deep Sea Fishermen (1970)
- The War with Cape Horn (1971)
- My Favourite Sea Stories (1972)
- The Bounty Ships of France, con Henry Picard (1972)
- Men Ships and the Sea (1973)
- Voyaging With The Wind: An Introduction to Sailing Large Square Rigged Ships (1975)